# Hemiscorpius
Famille
Genre
Synonymes
- Habibiella Vachon, 1974

Hemiscorpius, unique représentant de la famille des Hemiscorpiidae, est un genre de scorpions.

## Distribution
Les espèces de ce genre se rencontrent au Moyen-Orient  et en Afrique de l'Est.

## Liste des espèces
Selon The Scorpion Files (27/05/2025) :
- Hemiscorpius acanthocercus Monod & Lourenço, 2005
- Hemiscorpius arabicus Pocock, 1899
- Hemiscorpius egyptiensis Lourenço, 2011
- Hemiscorpius enischnochela Monod & Lourenço, 2005
- Hemiscorpius falcifer Lowe, 2010
- Hemiscorpius flagelliraptor Loewe, 2010
- Hemiscorpius gaillardi (Vachon, 1974)
- Hemiscorpius jiroftensis Saman, Barahooei, Dehghan, Oshaghi, Rafinejad, Azarm & Prendini, 2025
- Hemiscorpius huluul Kovařík, Elmi & Šťáhlavský, 2025
- Hemiscorpius kashkayi Karataş & Gharkheloo, 2013
- Hemiscorpius lepturus Peters, 1861
- Hemiscorpius lipsae Kovařík & Lowe, 2022
- Hemiscorpius maindroni Kraepelin, 1900
- Hemiscorpius novaki Kovařík & Mazuch, 2011
- Hemiscorpius omo Lourenço & Rossi, 2019
- Hemiscorpius persicus Birula, 1903
- Hemiscorpius shahii Kovařík, Navidpour & Soleglad, 2017
- Hemiscorpius socotranus Pocock, 1899
- Hemiscorpius somalicus Lourenço, 2011
- Hemiscorpius tellinii Borelli, 1904

## Systématique et taxinomie
Ce genre a été décrit par Peters en 1861.
Habibiella a été placée en synonymie par Monod et Lourenço en 2005.
Cette famille a été décrite par Pocock en 1893 comme une sous-famille des Scorpionidae. En 1989, Stockwell propose de déplacer les Hemiscorpiinae des Scorpionidae aux Ischnuridae mais cette proposition n'est pas adopté par Fet, Sissom, Lowe et Braunwalder en 2000 dans leurs Catalog of the Scorpions of the World. En 2000, Lourenço et Prendini l'élève au rang de famille.

## Publications originales
- Peters, 1861 : « Eine neue Untergattung von Skorpionen. » Monatsberichte der Königlichen Preussischen Akademie der Wissenschaften zu Berlin, vol. 1861, no 1, p. 426-427 (texte intégral).
- Pocock, 1893 : « Notes on the classification of Scorpions, followed by some observations upon synonymy, with descriptions of new genera and species. » Annals and Magazine of Natural History, sér. 6, vol. 12, p. 303–330 (texte intégral).